# Magny-Montarlot
Magny-Montarlot – miejscowość i gmina we Francji, w regionie Burgundia-Franche-Comté, w departamencie Côte-d’Or.
Według danych na rok 1990 gminę zamieszkiwały 192 osoby, a gęstość zaludnienia wynosiła 32 osoby/km² (wśród 2044 gmin Burgundii Magny-Montarlot plasuje się na 719. miejscu pod względem liczby ludności, natomiast pod względem powierzchni na miejscu 1178.).